# المرآة (فلم 1975)
المرآة (الروسية: Зеркало ، بالحروف اللاتينية: زركالو) هو فيلم فني روسي عام 1975 من إخراج أندريه تاركوفسكي. إنه سيرة ذاتية فضفاضة، منظم بشكل غير تقليدي، ويتضمن قصائد ألفها وقرأها والد المخرج، أرسيني تاركوفسكي. الفيلم يضم مارغريتا تيريكوفا وإغنات دانيلتسيف وآلا ديميدوفا وأناتولي سولونيتسين وزوجة تاركوفسكي لاريسا تاركوفسكايا ووالدته ماريا فيشنياكوفا. يوفر Innokenty Smoktunovsky التعليق الصوتي وإدوارد أرتيمييف الموسيقى العارضة والمؤثرات الصوتية.
تم تصميم المرآة على شكل سرد غير خطي، ويعود مفهومها الرئيسي إلى عام 1964 وتخضع لنسخ متعددة من نصوص تاركوفسكي وألكسندر ميشرين. تدور أحداثه حول ذكريات استرجعها شاعر يحتضر في لحظات مهمة في حياته وفي الثقافة السوفيتية. يجمع الفيلم بين المشاهد المعاصرة وذكريات الطفولة والأحلام ولقطات النشرة الإخبارية. يتأرجح التصوير السينمائي بين الألوان، والأبيض والأسود، والبني الداكن. تمت مقارنة التدفق الفضفاض للصور الأحادية المرئية للفيلم مع تقنية تيار الوعي في الأدب الحديث.